# Acalypha leptoclada
Acalypha leptoclada é uma espécie de flor do gênero Acalypha, pertencente à família Euphorbiaceae.